# Colin Clark (futbolista)
Colin Clark (11 de abril de 1984-26 de agosto de 2019) fue un jugador estadounidense de fútbol.

## Carrera

### Universitario y aficionado
Clark jugó fútbol universitario en la Universidad Metodista del Sur tres años, de 2002 a 2004, y en 2005 jugó para el Boulder Rapids, en la Liga USL

### Carrera profesional

#### Colorado Rapids
En febrero de 2006 firma un contrato oficial de desarrollo con Colorado Rapids, y jugó con este equipo hasta 2010.
Durante su entrenamiento el 11 de agosto de 2009, Clark se lesionó su ligamento cruzado anterior, teniendo que perderse el resto de la temporada 2009. Un después, durante un partido contra San Jose Earthquakes, Clark se desgarró el ligamento otra vez, el cual otra vez le forzó a perderse el resto de la temporada.

#### Houston Dynamo
El 15 de septiembre de 2010, Clark fue trasladado a los Houston Dynamo con dinero de asignación por su intercambio con Brian Mullan y un cuarto-redondo elegir en el 2013 MLS SuperDraft (más tarde convertido a un elegir en el 2013 MLS Supplemental Borrador.

#### Suspensión durante la liga
Durante un juego nacionalmente televisado contra Seattle Sounders FC el 23 de marzo de 2012, los micrófonos de banda captaron la voz de Clark mientras decía un insulto homófobo a un chico, quién le pasó una pelota para un saque de banda. Se disculpó por el incidente a través de Twitter varias horas más tarde. El 28 de marzo de 2012, la Major Leagur Soccer suspendió a Clark tres partidos y le multó una gran suma como castigo por el incidente. El comisario de la liga Don Garber también ordenó a Clark para atender clases sobre la diversidad y formación de sensibilidad, declarando, "La Major League no tolerará este tipo de comportamiento de sus jugadores o personal en cualquier momento, bajo cualesquier circunstancias," mientras también reconociendo que Clark había expresado "un sincero arrepentimiento" por sus acciones. En respuesta a la acción disciplinaria de la liga, Clark declaró, "Pido disculpas sobre lo ocurrido durante el partido de Seattle. Me he disculpado personalmente con el chico de la pelota, y quiero tomar esta posibilidad de decir lo siento a todo el mundo que he ofendido... Lo que dije no representa correctamente quién soy o mis creencias. Me equivoqué y yo verdaderamenteme arrepiento. Acepto el castigo que me ha sido asignado por la MLS."

#### Los Ángeles Galaxy
Cuándo el contrato de Clark expiró al final de la temporada 2012 decidió entrar en el 2012 MLS Re-Entry Draft . El 14 de diciembre de 2012, fue seleccionado por Los Ángeles Galaxy. Los Ángeles comerció para seleccionar Clark, dejando un 2013 MLS Supplemental y un internacional roster slot en el trato.

### Internacional
El 11 de julio de 2009, Clark hizo su debut con los Estados Unidos en contra Haití en la Gold Cup de CONCACAF.

## Muerte
El 26 de agosto de 2019, Clark murió después de padecer un infarto agudo de miocardio; tenía 35 años.